# نورمن، میشیگان
نورمن (به انگلیسی: Norman Township) یک منطقهٔ مسکونی در ایالات متحده آمریکا است که در شهرستان منیستی، میشیگان واقع شده‌است.
 نورمن ۱۸۶٫۹ کیلومتر مربع مساحت و ۱٬۶۷۶ نفر جمعیت دارد و ۲۳۸ متر بالاتر از سطح دریا واقع شده‌است.